# Postillon (salive)
Pour les articles homonymes, voir Postillon.

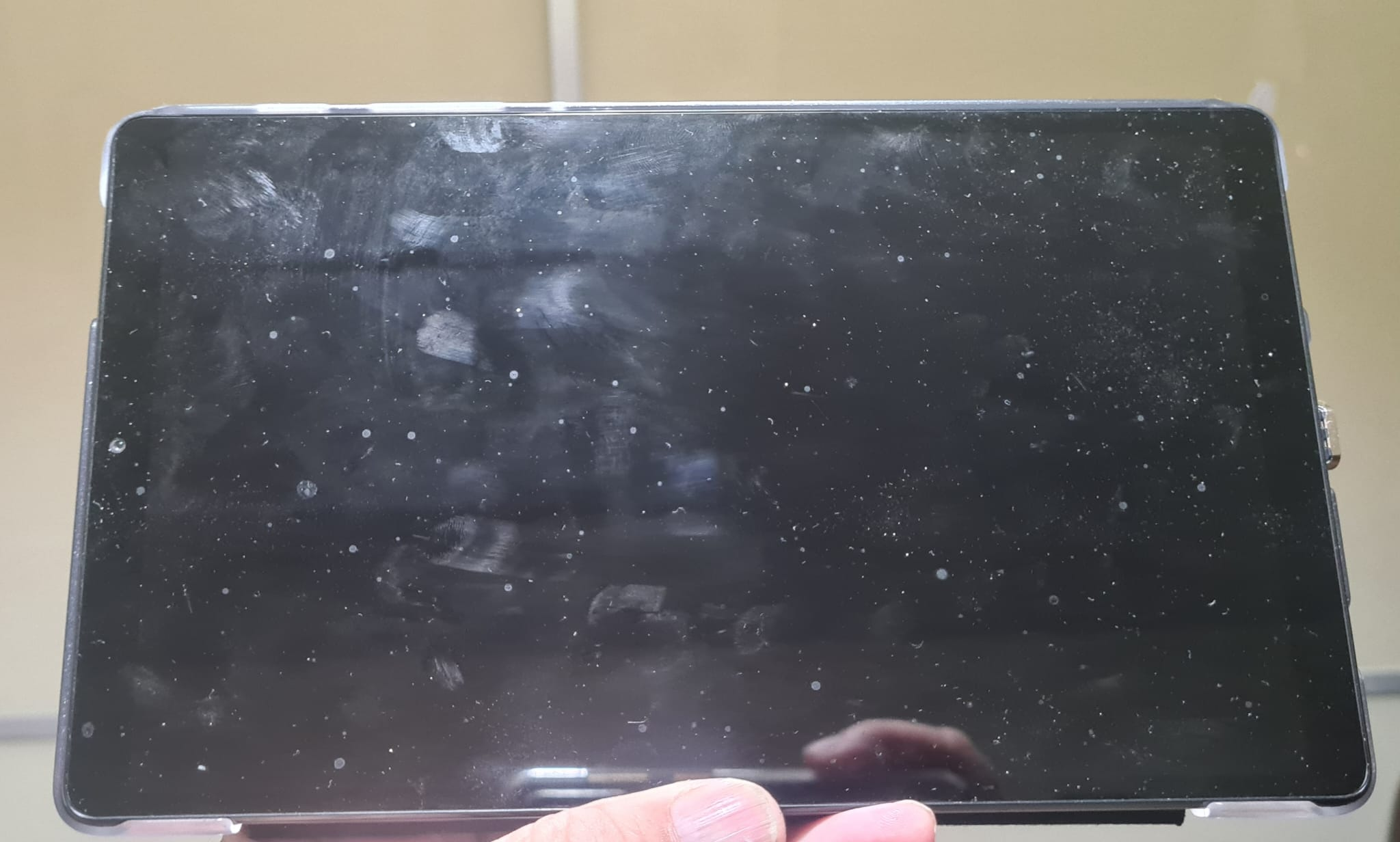
Traces de postillons secs, de diverses tailles, sur l'écran d'une tablette Samsung

Un postillon ou projection de salive est une particule de salive expulsée involontairement de la bouche pendant le discours, notamment lors d'une articulation vigoureuse ou de la prononciation de consonnes explosives (telles que /p/, /b/, /t/). Ces projections de salive, distinctes des gouttelettes respiratoires, sont produites par la dynamique des fluides dans la cavité buccale plutôt que par l'expiration pulmonaire.

## Caractéristiques et formation

Icône du projet Noun

Les postillons se forment lorsque les mouvements de la langue, les éclats des lèvres ou les turbulences du flux d'air perturbent le mince film salivaire qui recouvre la bouche, éjectant des projections dans l'air.  Ils sont visibles au point d'être remarquables sur le visage de la personne qui écoute ou de laisser des traces sur l'écran d'un téléphone portable lorsqu'on parle en mode mains libres.
Les postillons sont généralement :
- Plus grands (de 100 μm à quelques mm de diamètre) que les aérosols respiratoires (< 5 μm), complètement visibles et perceptibles sur la peau.
- Projetés sur de courtes distances (généralement < 1 mètre) en raison de leur masse, bien qu'une parole forte puisse étendre leur portée.
- Composés de salive, de mucus buccal et de microbiote buccal potentiel (par exemple, Streptococcus ).

## Différences par rapport aux gouttelettes respiratoires
Des études modernes (Anfinrud et al., 2020) ont quantifié leur rôle dans la propagation de maladies, en particulier pendant la pandémie de COVID-19, où les masques ont réduit leur dispersion d'un 99%.
| Fonctionnalité           | Postillons                                              | Gouttelettes respiratoires                        |
| ------------------------ | ------------------------------------------------------- | ------------------------------------------------- |
| Origine                  | Cavité buccale (salive)                                 | Poumons, voies bronchiques                        |
| Taille                   | De 100 µm à quelques mm (souvent visibles)              | 0,1–10 μm (beaucoup plus petites, aérosolisables) |
| Force d'expulsion        | Modéré (dépendant de la force de la parole)             | Élevé (toux/éternuements)                         |
| Pertinence de la maladie | Risque de transmission plus faible (par exemple, rhume) | Élevé (COVID-19, grippe, tuberculose)             |
| Dispersion               | Tombent rapidement, temps d'aérolisation limité         | Peuven rester dans l'air pendant des heures       |

## Étymologie
Le terme « postillon » possède une double étymologie, l'une principale et l'autre figurative.
Le mot est issu de l'italien postiglione, et a été introduit en français à partir de 1540.Il désignait à l'origine le cavalier ou le valet de poste qui montait l'un des chevaux de l'attelage pour guider une diligence ou un carrosse et non dans le sens d’une administration de distribution de courrier Ce terme dérive lui-même de posta, un lieu d'étape où l'on changeait de chevaux. C'est le sens principal et historique du mot en français.
Par analogie, le mot a acquis le sens de gouttelette de salive émise en parlant. Cette acception, apparue au XVIIIe siècle, est une métaphore qui assimile les gouttelettes de salive projetées en avant hors de la bouche, à un postillon chevauchant en tête de l'attelage. L'expression plus commune est:"lancer des postillons"

## Histoire
L’étude des postillons de salive s’étend sur des siècles, les premières observations étant fondées sur l’hygiène publique, les performances théâtrales et, plus tard, la théorie des germes.

### Premières observations (avant le XXe siècle)
- Rome antique : des rhéteurs comme Quintilien (1er siècle de notre ère) conseillaient aux orateurs d'éviter les « expectorations excessives » pendant les discours, suggérant une prise de conscience précoce de la projection de salive.[8]
- XVIIIe-XIXe siècle : les médecins français ont inventé le terme postillons pour décrire les projections de salive visibles émises pendant le discours, les liant à la tpropagation de la tuberculose  dans des espaces restreints..[9]

### Formalisation scientifique (XXe siècle)
- Années 1930-1940 : Des études sur la phonétique (par exemple, par Peter Ladefoged) ont noté que les consonnes occlusives (/p/, /t/, /k/) produisent plus de projections en raison d'un flux d'air brusque.[10]
- Années 1970 : La photographie à grande vitesse a confirmé les schémas d'éjection de salive pendant la parole (Lighthill, 1975)..[11]

### Ère moderne (XXIe siècle)
- 2019–2022 : La pandémie de COVID-19 a stimulé la recherche sur les gouttelettes générées par le discours. Une étude du NIH (2020) a montré qu'un discours fort émet environ 1 000 gouttelettes par minute, les masques réduisant le nombre de 99 % (Anfinrud et al.). Le MIT (2021) a démontré que les sons « vocalisés » (par exemple, /a/, /i/) aérosolisent plus que les murmures (laboratoire Bourouiba).
- Changements culturels : L’utilisation accrue de barrières en plexiglas dans les espaces publics a mis en évidence les distinctions entre les grosses projections de salive (bloquées) et les aérosols (non bloqués)..[12]

### Évolution de la terminologie
- Pré-COVID :  Les termes tels que « cracher » ou « postillons » étaient familiers.
- Post-COVID : Le terme « postillons de salive » est entrée dans le discours technique pour les différencier des aérosols respiratoires (par exemple, dans les rapports de l'OMS).

## Pertinence scientifique et sociale
1. Hygiène de la communication :
  - Les postillons de salive contribuent à l'acte de "cracher en parlant", un problème notable dans les discours publics, le théâtre et les conversations de proximité. [13]
  - Des études suggèrent que les masques réduisent considérablement leur propagation.[13]
2. Transmission de la maladie :
  - Bien que moins infectieux que les aérosols respiratoires, les postillons de salive, peuvent transmettre des agents pathogènes buccaux (par exemple, le virus d'Epstein-Barr, le rhume).[14]
  - Les événements de super-propagation (par exemple, les chorales, les débats bondés) peuvent impliquer l'émission de postillons provenant du discours.[14]
3. Atténuation :[12]
  - Le baume à lèvres ou l’hydratation réduit la formation de postillons de salive en fluidifiant la salive.
  - Les barrières physiques (par exemple, le plexiglas) bloquent  les postillons de salive, mais ne bloquent pas les aérosols.
  - Théâtre :Les acteurs utilisent des techniques de diction pour les minimiser.